# Théodore Eberhard
Théodore Eberhard (Ciutat de Luxemburg, 28 d'agost de 1812 - 12 de maig de 1874) va ser un arquitecte i polític luxemburguès. Va ser diputat de la Cambra de Diputats entre el 1851 i 1854, i membre del Consell d'Estat de 1857 a 1866. Va ocupar el càrrec d'alcalde de la ciutat de Luxemburg del 1865 al 1869.